# Pavilón pivoněk
Pavilón pivoněk (čínsky v českém přepisu Mu-tan-tching, pchin-jinem Mǔdāntíng, znaky zjednodušené 牡丹亭, tradiční 牡丹亭) je divadelní hra pozdně mingského dramatika Tchang Sien-cua poprvé hraná roku 1598 na scéně Pavilónu knížete Tchenga. Jedna ze Tchangových „čtyř snových her“ je tradičně uváděna jako opera kchun-čchü, ale existují i verze pro jiné druhy oper (čchuan-čchi, a kan-ťü, 赣剧). Dosud je nejpopulárnější hrou mingské doby.
Inscenace hry se tradičně soustřeďují na milostný příběh ústřední dvojice – lásky dívky Tu Li-niang (杜丽娘/杜麗娘) a mladého kandidáta úřednických zkoušek Liou Meng-meje (柳梦梅/柳夢梅), ale původní text obsahuje i vedlejší zápletky týkající se neúspěšné obrany sungského státu proti agresi říše Ťin.